# MVP mistrzostw świata U-17 w koszykówce kobiet
MVP mistrzostw świata U-17 w koszykówce kobiet – nagroda przyznawana najbardziej wartościowej zawodniczce mistrzostw świata w koszykówce kobiet do lat 17. 

## Laureaci
|                 | oznacza zawodniczkę, która została mistrzynią świata tego roku            |
|                 | oznacza członkinię Koszykarskiej Galerii Sław FIBA                        |
|                 | oznacza nadal aktywną zawodniczkę                                         |
| Zawodniczka (X) | oznacza liczbę nagród, przyznaną tej samej koszykarce                     |
| Zespół (X)      | oznacza liczbę nagród, przyznaną kolejnej zawodniczce tego samego zespołu |

| Rok  | Zawodniczka       | Pozycja    | Zespół                | Przyp. |
| ---- | ----------------- | ---------- | --------------------- | ------ |
| 2010 | Li Meng           | Obrońca    | Chiny                 | [ 1 ]  |
| 2012 | Diamond DeShields | Obrońca    | Stany Zjednoczone     | [ 2 ]  |
| 2014 | Ángela Salvadores | Obrońca    | Hiszpania             | [ 3 ]  |
| 2016 | Ezi Magbegor      | Skrzydłowy | Australia             | [ 4 ]  |
| 2018 | Jordan Horston    | Obrońca    | Stany Zjednoczone (2) | [ 5 ]  |